# Shanna Waterstown
Shanna Waterstown est une auteure-compositrice et chanteuse américaine de blues.
Née à Ocala en Floride, la jeune Shanna Waterstown chante d'abord du gospel à l'église baptiste. Puis elle s'intéresse à la musique soul, au rhythm and blues, aux succès de la Motown… Elle écrit ses premières chansons à l'âge de 12 ans. Elle fait sés études à New York, où elle rencontre l’univers des comédies musicales et du jazz, chantant dans des clubs et intégrant de petites troupes locales. Elle s'installe ensuite à Paris.
En 2008 paraît Inside My Blues, son premier album autoproduit. Il est réédité plus tard sous le titre A Real Woman, avec une nouvelle pochette et un morceau inédit.
Elle tourne aux États-Unis et dans toute l'Europe, jouant dans de nombreux festivals de blues. Elle chante notamment en première partie de James Brown, Matt Bianco, Buddy Guy, Maceo Parker ou Louisiana Red.

## Discographie
- 2008 : Inside My Blues
- 2011 : A Real Woman